# Ecossonda
Ecossondas são instrumentos que utilizam os princípios da acústica, principalmente do comportamento das ondas de som na água, para detectar submarinos, peixes, ou outros objectos na coluna de água, no oceano ou em outras massas de água.
A penetração do som na água é significativamente maior que a da luz. Instrumentos acústicos activos que, por definição, emitem e recebem ondas sonoras, são, portanto, capazes de detectar peixes ou outros objectos a muito maior distância da que é possível atingir com sistemas visuais. A exploração desta propriedade é evidente nas sofisticadas capacidades de ecolocalização de baleias e golfinhos. Instrumentos acústicos, desenvolvidos ao longo do último século, têm hoje aplicações militares, económicas e científicas. No campo militar, esses aparelhos são utilizados por navios de vários tipos para a detecção de outros navios, particularmente de submarinos e de outras ameaças subaquáticas. No âmbito económico, instrumentos acústicos são fundamentais nos navios de pesca modernos para a detecção de cardumes. É também esse o uso principal deste tipo de instrumentos no campo científico, servindo, na ciência pesqueira, para avaliação de recursos e estudos de desempenho de artes de pesca, e para estudos mais gerais quanto à distribuição e comportamento de peixes, plâncton e outros organismos aquáticos.
As ecossondas funcionam pela emissão de um sinal eléctrico que é transformado por um transdutor num pulso acústico que é dirigido para baixo. Quando este pulso atinge algum objecto na coluna de água, parte da energia acústica é reflectida e recebida pelo transdutor sob a forma de um eco, reconvertido em energia eléctrica. O tempo que medeia entre a emissão do pulso e a recepção do eco, conhecida a velocidade do som na água (cerca de 1500 ms-1), fornece a distância a que o objecto se encontra do transdutor.